# Glarus Nord
Glarus Nord (schweizertyska: Glaris Nord) är en kommun i kantonen Glarus i Schweiz. Kommunen har 19 639 invånare (2023). Huvudort är Niederurnen.
Kommunen skapades den 1 januari 2011 genom sammanslagningen av de tidigare kommunerna Bilten, Filzbach, Mollis, Mühlehorn, Näfels, Niederurnen, Oberurnen och Obstalden. I kommunen ligger även en del av orten Ziegelbrücke.
En majoritet (87,6 %) av invånarna är tyskspråkiga (2014). En italienskspråkig minoritet på 3,0 % lever i kommunen. 42,4 % är katoliker, 28,1 % är reformert kristna och 29,5 % tillhör en annan trosinriktning eller saknar en religiös tillhörighet (2014).